# Кастаньейрас

Кастаньейрас на карте штата.

Кастаньейрас (порт. Castanheiras)  —  муниципалитет в Бразилии, входит в штат Рондония. Составная часть мезорегиона Восток штата Рондония. Входит в экономико-статистический микрорегион Какоал. Население составляло 3 550 человека на 2017 год. Занимает площадь 892,84 км². Плотность населения — 3,98 чел./км².

## Демография
Согласно сведениям, собранным в ходе переписи 2010 г. Бразильским институтом географии и статистики, население муниципалитета составляет:
| Полное население                               | Полное население                               | Полное население                               | Полное население                               | 3 575 |
| ---------------------------------------------- | ---------------------------------------------- | ---------------------------------------------- | ---------------------------------------------- | ----- |
| в том числе:                                   | Городское население                            | 836                                            | Процент городского населения, %                | 23,38 |
|                                                | Сельское население                             | 2 739                                          | Процент сельского населения, %                 | 76,62 |
|                                                | Мужское население                              | 1 829                                          | Процент мужского населения, %                  | 51,16 |
|                                                | Женское население                              | 1 746                                          | Процент женского населения, %                  | 48,84 |
| Плотность населения, чел/км²                   | Плотность населения, чел/км²                   | Плотность населения, чел/км²                   | Плотность населения, чел/км²                   | 4,00  |
| Население муниципалитета в % к населению штата | Население муниципалитета в % к населению штата | Население муниципалитета в % к населению штата | Население муниципалитета в % к населению штата | 0,23  |

По данным переписи 2017 года население муниципалитета составляет 3 550 жителей.

## Статистика
- Валовой внутренний продукт на 2004 составляет 23.529.000,00 реалов (данные: Бразильский институт географии и статистики).
- Валовой внутренний продукт на душу населения на 2004 составляет 5.750,00 реалов (данные: Бразильский институт географии и статистики).
- Индекс развития человеческого потенциала на 2000 составляет 0,702 (данные: Программа развития ООН).

## География
Климат местности: экваториальный. В соответствии с классификацией Кёппена, климат относится к категории Am.

## Важнейшие населенные пункты
| № | Населённый пункт | Населённый пункт (порт.) | Категория | Население чел. (2010) | На карте                        |
| - | ---------------- | ------------------------ | --------- | --------------------- | ------------------------------- |
| 1 | Кастаньейрас     | Castanheiras             | город     | 836                   | 11°25′38″ ю. ш. 61°56′57″ з. д. |
| 2 | Жардинополис     | Jardinópolis             | поселок   | 362                   | 11°29′50″ ю. ш. 61°53′20″ з. д. |